# Список об'єктів Світової спадщини ЮНЕСКО в Соломонових Островах
Список об'єктів Світової спадщини ЮНЕСКО на Соломонових Островах станом на 2015 рік містить 1 об'єкт природного типу. 2013 року єдиний об'єкт світової спадщини Соломонових островів потрапив до переліку об'єктів Світової спадщини, що перебувають під загрозою.

## Список
| № | Зображення | Назва                            | Розташування                 | Час створення | Рік внесення до списку     | №                                                  | Критерії |
| - | ---------- | -------------------------------- | ---------------------------- | ------------- | -------------------------- | -------------------------------------------------- | -------- |
| 1 |            | Іст-Реннелл (англ. East Rennell) | Провінція Реннелл та Беллона | —             | 1998 (під загрозою з 2013) | 854 [Архівовано 22 травня 2015 у Wayback Machine.] | ix       |

## Попередній список
| № | Зображення | Назва                                                                                | Розташування                                      | Час створення | Рік внесення до списку | №                                                   | Критерії                     |
| - | ---------- | ------------------------------------------------------------------------------------ | ------------------------------------------------- | ------------- | ---------------------- | --------------------------------------------------- | ---------------------------- |
| 1 |            | Комплекс Марово-Тетепаре (англ. Marovo - Tetepare Complex)                           | Західна провінція                                 | —             | 2008                   | 5414 [Архівовано 5 березня 2014 у Wayback Machine.] | iii, v, vi, vii, viii, ix, x |
| 2 |            | Тропічні дощові ліси Соломонових Островів (англ. Yaduataba Crested Iguana Sanctuary) | Провінції Західна Макіра-Улава Гуадаканал Шуазель | —             | 2008                   | 5416 [Архівовано 8 серпня 2012 у Wayback Machine.]  | vii, ix, x                   |